# Jean Kluger
Jean Kluger (Anversa, 31 marzo 1937) è un compositore, editore musicale e produttore discografico belga.

## Biografia
La carriera di Jean Kluge inizia nel 1957, quando è impegnato nella compagnia di edizioni musicali del padre, Jacques Kluger. Alla morte del padre, nel 1963, fonda una sua compagnia a Bruxelles, la Les éditions Jean Kluger, e a Parigi, due anni più tardi, con la moglie Huguette Ferly, la società Bleu Blanc Rouge.
Scrive pezzi di successo per artisti belgi, francesi e internazionali, come Bobbejaan Schoepen, Dalida, Will Tura, Ringo, Sheila, Petula Clark, o Rika Zaraï, Nana Mouskouri e Claude François.
Con Daniel Vangarde scrive tutti i successi di La Compagnie Creole, The Gibson Brothers e Ottawan. È inoltre il produttore di molti artisti fiamminghi come Will Tura, Johan Verminnen, Marva, John Terra e Dana Winner.